# Louis III de Looz
Pour les articles homonymes, voir Louis III.
Louis III de Looz, mort le 15 mai 1243, est comte de Rieneck de 1221 à 1243 et comte de Looz de 1221 à 1227. Il était le fils de Gérard III, comte de Rieneck, et de Cunégonde de Zimmern.
À la mort de son père, il est trop jeune pour diriger le comté de Rieneck et son oncle et protecteur Arnoul III devient comte, alors que Louis III se contente de la vicomté de Mayence. De même, à la mort de son oncle Louis II en 1218, ce sont ses oncles Henri puis Arnoul III qui reprennent la succession de la maison de Looz et de Rieneck. Il ne devint comte de ces deux terres qu'à la mort sans hoirs de Arnoul III, en 1221.
En 1227 le noble de Franconie bavaroise, conscient de l'éloignement des deux domaines réunis, cède Looz à son frère Arnoul IV, conservant pour lui Mayence et Rieneck. On ne lui connaît pas d'épouse.

## Source
- Foudation for Medieval Genealogy : Lower Lotharingian nobility.